# UC Davis Aggies

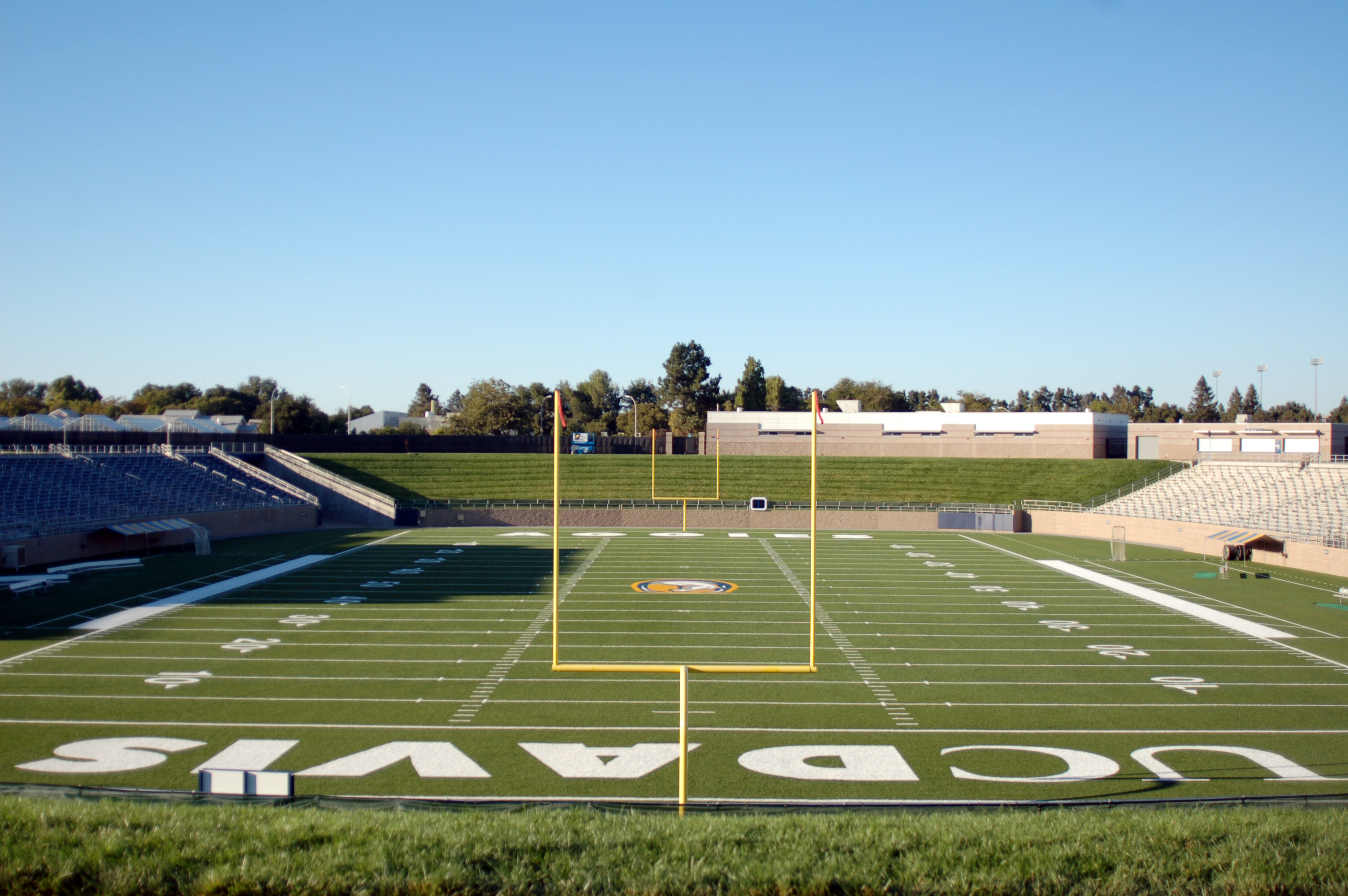
UC Davis Health Stadium.

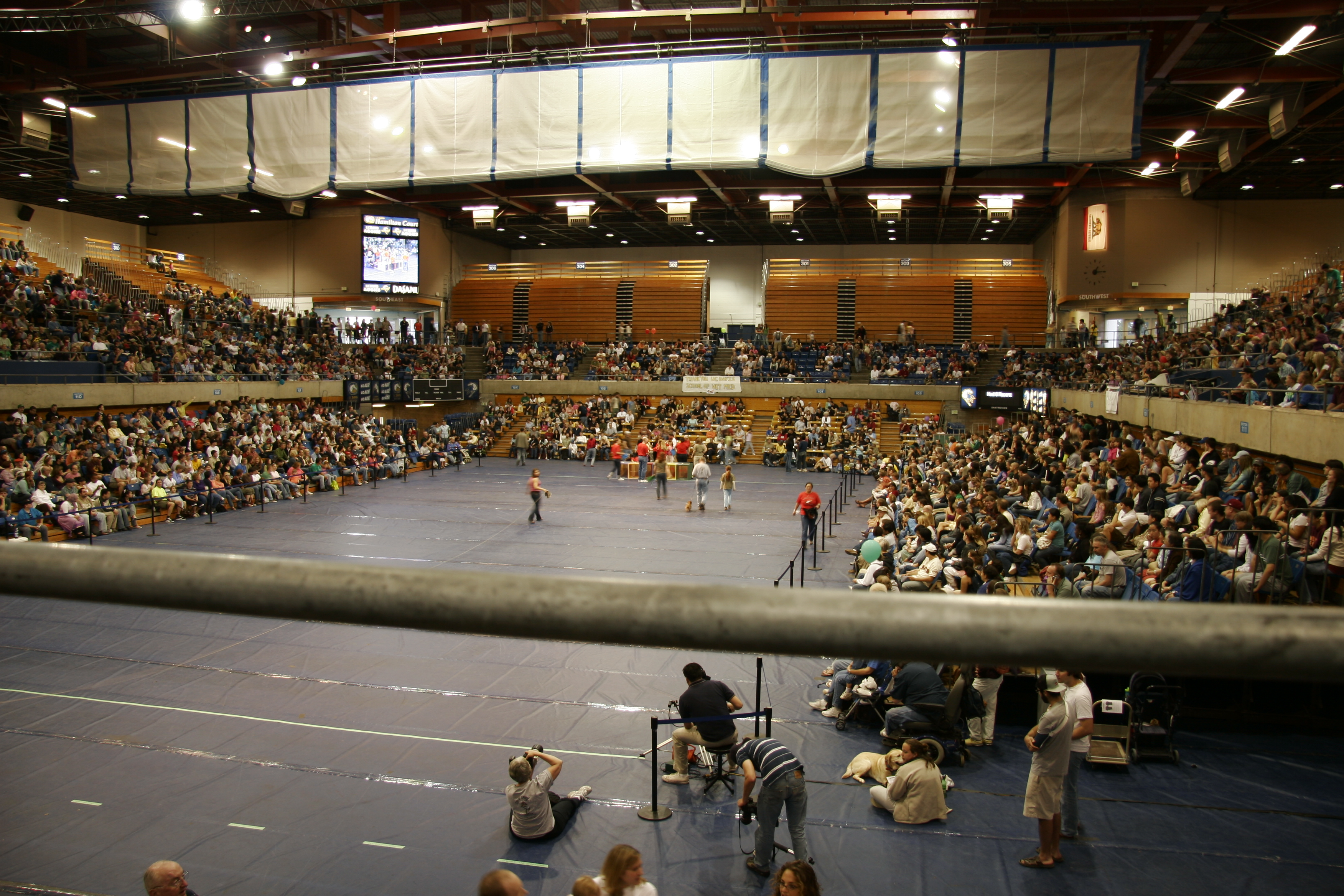
The Pavilion.

UC Davis Aggies (español: Agrícolas de UC Davis) es el equipo deportivo de la Universidad de California, Davis, perteneciente a la Universidad de California, situado en Davis, en el estado de California. Los equipos de los Aggies participan en las competiciones universitarias organizadas por la NCAA, y forman parte de la Big West Conference, a excepción del equipo de fútbol americano, que figura en la Big Sky Conference, el de lacrosse femenino, que figura en la Big 12 Conference, y el de hockey sobre hierba femenino, que figura en la America East Conference.

## Apodo y mascota
UC Davis abrió sus puertas en 1905 como granja escuela dependiente de la Universidad de California. En los años 20 se adoptó extraoficialmente el apodo de Aggies en referencia a la agricultura, rama que era la base de las enseñanzas en aquella época. A diferencia de otras universidades, la mascota poco tiene que ver con el apodo, ya que se trata de un mustang, un caballo que responde al nombre de Gun Rock, en honor de un purasangre que el Ejército de los Estados Unidos regaló en 1921 a la universidad, para mejorar la caballería de la escuela en aquella época.
Los colores oficiales son el azul y el oro. El azul se debe a la conexión que existe entre esta escuela y la Universidad de Yale, cuyo color oficial es precisamente el azul. La pequeña diferencia es que Davis usa el Pantone 295, y Yale el 289.

## Programa deportivo
Los Aggies participan en las siguientes modalidades deportivas:
| - Masculino - Baloncesto - Béisbol - Cross - Fútbol - Atletismo - Waterpolo - Fútbol americano - Golf - Tenis | - Femenino - Baloncesto - Cross - Hockey sobre hierba - Voleibol - Remo - Gimnasia - Fútbol - Atletismo - Softball - Tenis - Golf - Lacrosse - Waterpolo |

### Baloncesto
El mayor logro del equipo masculino de baloncesto de Davis fue conseguir en 1998 el título de la División II de la NCAA, tras derrotar a Kentucky Wesleyan en la final. Únicamente uno de sus jugadores ha llegado a entrar en el Draft de la NBA, pero no llegó a jugar como profesional.

### Fútbol americano
El campus de Davis es uno de los únicos tres, junto con UCLA y California Berkeley, que posee un equipo de fútbol americano de toda la infraestructura de la Universidad de California. 14 de sus jugadores han llegado a jugar en la NFL, y dos de ellos lo hacen en la actualidad.

### Béisbol
Solamente uno de sus jugadores a lo largo de la historia ha conseguido jugar en las Grandes Ligas de Béisbol, Steve Brown, que disputó únicamente 15 partidos en 1984.

### Campeonatos nacionales
Durante cuatro años consecutivos, entre 1999 y 2003, los Aggies han conseguido ganar el prestigioso NACDA Director's Cup, un premio que se concede anualmente a las universidades más destacadas en el conjunto de todos sus deportes. Además del título de baloncesto de 1998, los Aggies han conseguido ganar otros cuatro títulos de la División II de la NCAA:
- Softball (2003)
- Tenis masculino (1992)
- Tenis femenino (1990 y 1993)

## Instalaciones deportivas
- The Pavilion. Es el pabellón donde se disputa el baloncesto, la gimnasia y el voleibol. Tiene una capacidad para 8.000 espectadores.[8]
- UC Davis Health Stadium. Es el estadio donde se juega a fútbol americano y lacrosse. Fue inaugurado en abril de 2007 y cuenta con una capacidad para 10 000 espectadores, ampliable hasta 30.000. Originalmente conocido como Aggie Stadium; rebautizado UC Davis Health Stadium el 1 de agosto de 2019 bajo un contrato de patrocinio de 20 años.[9][10]
- Dobbins Baseball Complex. Es el estadio de béisbol, con una capacidad para 3.500 espectadores.[11]